# 梅瑟蒂德菲爾郡級自治市
梅瑟蒂德菲爾郡級自治市（英語：Merthyr Tydfil County Borough）是威爾斯的22個一級行政區之一，北方是波伊斯，西方是朗達卡嫩塔夫，東方則是卡菲利自治市。梅瑟蒂德菲爾郡級自治市是威爾斯在1994年地方政府法令 (威爾斯)改制後的主要地區之一，行政中心位於同名城鎮梅瑟蒂德菲爾。2022年有人口58,883人。